# Stenothemus angulatus
Stenothemus angulatus es una especie de coleóptero de la familia Cantharidae.

## Distribución geográfica
Habita en Sikkim (India).